# Europamästerskapen i friidrott 2024 – Damernas 10 000 meter
Damernas 10 000 meter vid europamästerskapen i friidrott 2024 avgjordes den 11 juni 2024 på Olympiastadion i Rom i Italien.
Guldet togs av italienska Nadia Battocletti efter ett lopp på 30 minuter och 51,32 sekunder, vilket blev ett nytt nationsrekord. Silvret togs av nederländska Diane van Es och bronset togs av brittiska Megan Keith.

## Rekord
| Rekord inför EM 2024 | Rekord inför EM 2024  | Rekord inför EM 2024 | Rekord inför EM 2024     | Rekord inför EM 2024 |
| -------------------- | --------------------- | -------------------- | ------------------------ | -------------------- |
| Världsrekord         | Beatrice Chebet (KEN) | 29.54,14             | Eugene, USA              | 25 maj 2024          |
| Europarekord         | Sifan Hassan (NED)    | 29.06,82             | Hengelo, Nederländerna   | 6 juni 2021          |
| Mästerskapsrekord    | Paula Radcliffe (GBR) | 30.01,09             | München, Tyskland        | 6 augusti 2002       |
| Världsårsbästa       | Beatrice Chebet (KEN) | 29.54,14             | Eugene, USA              | 25 maj 2024          |
| Europaårsbästa       | Megan Keith (GBR)     | 30.36,84             | San Juan Capistrano, USA | 16 mars 2024         |

## Program
Alla tider är lokal tid (UTC+1)
| Datum        | Tid   | Omgång  |
| ------------ | ----- | ------- |
| 11 juni 2024 | 21:30 | A-final |

## Resultat
| Placering | Namn                         | Nationalitet   | Tid      | Noteringar |
| --------- | ---------------------------- | -------------- | -------- | ---------- |
| 1         | Nadia Battocletti            | Italien        | 30.51,32 | 0NR0       |
| 2         | Diane van Es                 | Nederländerna  | 30.57,24 | 0PB0       |
| 3         | Megan Keith                  | Storbritannien | 31.04,77 |            |
| 4         | Federica Del Buono           | Italien        | 31.25,41 | 0PB0       |
| 5         | Klara Lukan                  | Slovenien      | 31.34,90 |            |
| 6         | Elisa Palmero                | Italien        | 31.38,45 | 0PB0       |
| 7         | Jasmijn Lau                  | Nederländerna  | 32.15,91 | 0PB0       |
| 8         | Nina Chydenius               | Finland        | 32.16,85 | 0PB0       |
| 9         | Lisa Merkel                  | Tyskland       | 32.17,24 |            |
| 10        | Chloé Herbiet                | Belgien        | 32.17,88 |            |
| 11        | Jana Van Lent                | Belgien        | 32.35,23 |            |
| 12        | Alicia Berzosa               | Spanien        | 32.37,60 | 0PB0       |
| 13        | Silke Jonkman                | Nederländerna  | 32.38,73 | 0SB0       |
| 14        | Laura Priego                 | Spanien        | 32.40,25 | 0PB0       |
| 15        | Lilla Böhm                   | Ungern         | 32.41,41 | 0PB0       |
| 16        | Anastasia Marinakou          | Grekland       | 32.42,34 |            |
| 17        | Hanne Mjøen Maridal          | Norge          | 32.50,62 | 0PB0       |
| 18        | Veerle Bakker                | Nederländerna  | 33.07,14 |            |
| 19        | Eva Dieterich                | Tyskland       | 33.17,78 |            |
| 20        | Anika Thompson               | Irland         | 33.19,42 |            |
| 21        | Valentina Gemetto            | Italien        | 33.23,43 |            |
| 22        | Bojana Bjeljac               | Kroatien       | 33.48,63 | 0SB0       |
| 23        | Deborah Schöneborn           | Tyskland       | 33.48,90 | 0SB0       |
| 24        | Dafni-Eftychia-Tereza Lavasa | Grekland       | 33.57,79 |            |
| 25        | Yonca Kutluk                 | Turkiet        | 34.01,21 |            |
| 26        | Laura Mooney                 | Irland         | 34.03,94 |            |
| 27        | Liza Šajn                    | Slovenien      | 34.13,15 |            |
| 28        | Yasna Petrova                | Bulgarien      | 34.56,89 |            |
|           | Bahar Atalay                 | Turkiet        | 0DNF0    |            |
|           | Jessica Warner-Judd          | Storbritannien | 0DNF0    |            |
|           | Jennifer Gulikers            | Nederländerna  | 0DNF0    |            |
|           | Eilish McColgan              | Storbritannien | 0DNF0    |            |
|           | Anna Arnaudo                 | Italien        | 0DNF0    |            |